# Woman’s World (Katy-Perry-Lied)
Woman’s World ist ein Lied der US-amerikanischen Popsängerin Katy Perry aus dem Jahr 2024.

## Entstehung und Veröffentlichung
Das Lied wurde von der Interpretin selbst, zusammen mit Chloe Angelides, Łukasz Gottwald (Dr. Luke), Aaron Joseph, Vaughn Oliver und Rocco Valdes (Rocco Did It Again!), getextet beziehungsweise komponiert. Die Koautoren Dr. Luke, Joseph, Oliver und Rocco Did It Again! zeichneten darüber hinaus auch für die Produktion verantwortlich.
Die Erstveröffentlichung von Woman’s World erfolgte am 12. Juli 2024 als Lead-Single des siebten Albums von Katy Perry 143  bei Capitol Records. Diese erschien als digitaler Einzeltrack zum Download und Streaming.
Perry postete bereits am 17. Juni 2024 in den sozialen Medien einen 15-sekündigen Teaser, in dem sie den Titel lippensynchron singt. Die Künstlerin enthüllte auch das Cover-Artwork, das sie in einer von Victor Clavelly entworfenen metallischen, "außerirdisch anmutenden" Hose und einem weißen Bikinioberteil zeigt, fotografiert von Jack Brigdland. Sie kündigte außerdem an, dass das Lied am 12. Juli veröffentlicht werde, und stellte ihn auf ihrer Internetseite und bei verschiedenen Streaming-Diensten zur Vorbestellung bereit. Eine Woche später, am 25. Juni, kam Perry in einem roten Balenciaga-Sonderkleid mit zwei Zügen aus einer schwarzen Limousine im Hôtel Ritz (Paris) an, bevor sie zur Pariser Modewoche fuhr. Laut Vogue ist der zweite Zug des Kleides etwa 100 Meter lang und zeigt den Text des Liedes in weißer Schrift. Später arbeitete die Künstlerin mit dem japanischen Elektronikunternehmen Denon zusammen, um einen Werbespot für kabellose Ohrhörer mit einem Teaser des Titels zu drehen.

## Inhalt
In einem Interview für Apple Music 1 erklärte Perry die Bedeutung des Liedes: „Ich denke, dass die Leute, wenn sie an mich denken, an Roar denken, sie denken an Firework, manchmal denken sie an I Kissed a Girl, aber ich denke, sie erinnern sich hauptsächlich an diese Art von ermutigenden Songs. Lieder mit einer Botschaft, Lieder, die als Aufschrift auf T-Shirts und so weiter dienen oder Dinge, die den Leuten helfen, durchzukommen. Und das liebe ich. Ich liebe es, die Geschichten zu hören, und ich schreibe diese Songs wirklich aus einer Position heraus, in der ich etwas durchstehen muss. Aber ich wollte damit weitermachen, und außerdem ist dies der erste Beitrag, den ich leiste, seit ich Mutter geworden bin und mich mit meinem weiblichen Göttlichen wirklich verbunden fühle.“

## Musikvideo
Das Musikvideo wurde von Charlotte Rutherford gedreht und zusammen mit dem Song veröffentlicht. Darin singt Perry den Text, während sie als knappe Rosie the Riveter gekleidet ist, mit Elektrowerkzeugen hantiert und Whiskey trinkt, bevor sie von einem herabfallenden Amboss erdrückt wird. Nachdem sie in einem weißen Strickbikini und mit bionischen Beinen aufgewacht ist, zieht sie los, um neue Landschaften zu erkunden, wobei sie einmal anhält, um sich an einer Zapfsäule zu betanken. Perry schließt sich dann Trisha Paytas in einem Monstertruck an, und sie fahren damit, bis sie ein Auto zerquetschen. Perry verlässt den Truck, um durch ein nahegelegenes Haus zu gehen, und zerschlägt eine Glastür auf der Rückseite. Sie sieht eine andere Frau, die ein Licht in Form eines weiblichen Geschlechtssymbols für ein Video benutzt, und nimmt es an sich. Nachdem sie wiederholt gefragt wurde "Wer bist du?", schreit sie "Ich bin Katy Perry!", während sie in einem Hubschrauber davonfliegt.

## Rezeption
Die Beteiligung von Dr. Luke stieß auf Kritik; Kesha beschuldigte ihn zuvor des sexuellen, körperlichen und emotionalen Missbrauchs.
Em Casalena von American Songwriter war von Woman’s World nicht beeindruckt, als sie den Teaser hörte. Sie fragte sich, ob beim Songwriting künstliche Intelligenz zum Einsatz kam und bemerkte, dass "es scheint, als ob sie einfach einen Schritt zurück zu einer alten Formel von Bubblegum-Pop gehe, die in der Vergangenheit für sie funktioniert hat. Weniger komplexe Texte, ein gleichmäßiger Beat, usw.". Alexa Camp vom Slant Magazine kritisierte den Titel ebenfalls und beschrieb den Text als "zahnlose, pseudo-inspirative Erklärungen wie 'Fire in her eyes/Feminine divine/She was born to shine'".
Laura Snapes von The Guardian gab Woman’s World einen von fünf Sternen und schrieb, es klinge wie ein "veralteter Versuch, eine feministische Hymne darüber zu schreiben, dass Frauen wirklich alles haben können", die "sie jedes Mal dümmer fühlen ließ, wenn sie es hörte". Shaad D'Souza von Pitchfork bewertete den Song ebenfalls sehr negativ und nannte ihn "unergründlich lau" und "zu entmutigend, um auch nur in die Nähe von Camp zu kommen", während er Dr. Lukes Beteiligung an einem Song mit einer angeblich feministischen Botschaft als scheinheilig bezeichnete.
Entertainment Tonight hob Woman’s World hingegen als eine Hymne für die Selbstbestimmung der Frauen hervor, die Perrys stimmliche Stärke zur Geltung bringe. Erica Gonzalez schrieb für Elle, der Song "explodiert vor Dance-Pop-Energie, die an [Perrys] Pop-Hits der 2000er Jahre erinnert". Hugh McIntyre von Forbes lobte den Song als "sofortigen Top-10-Knaller".

## Kommerzieller Erfolg

### Chartplatzierungen
Woman’s World stieg am 19. Juli 2024 auf Rang 47 der britischen Singlecharts ein und avancierte zu Perrys 35. Charthit. In Deutschland verfehlte das Lied die offiziellen Singlecharts, erreichte jedoch Rang vier der Single-Trend-Charts am 19. Juli 2024.
| ChartsChartplatzierungen     | Höchstplatzierung | Wochen |
| ---------------------------- | ----------------- | ------ |
| Vereinigtes Königreich (OCC) | 47 (2 Wo.)        | 2      |

### Auszeichnungen für Musikverkäufe
| Land/Region     | Auszeichnungen für Musikverkäufe (Land/Region, Auszeichnung, Verkäufe) | Verkäufe |
| --------------- | ---------------------------------------------------------------------- | -------- |
| Brasilien (PMB) | Platin                                                                 | 40.000   |
| Insgesamt       | 1× Platin ·                                                            | 40.000   |